# Seznam južnoafriških skladateljev
Seznam južnoafriških skladateljev.

## H
- David Hönigsberg

## M
- Hugh Masekela

## S
- Enoch Sontonga

## V
- Kevin Volans